# Seyed

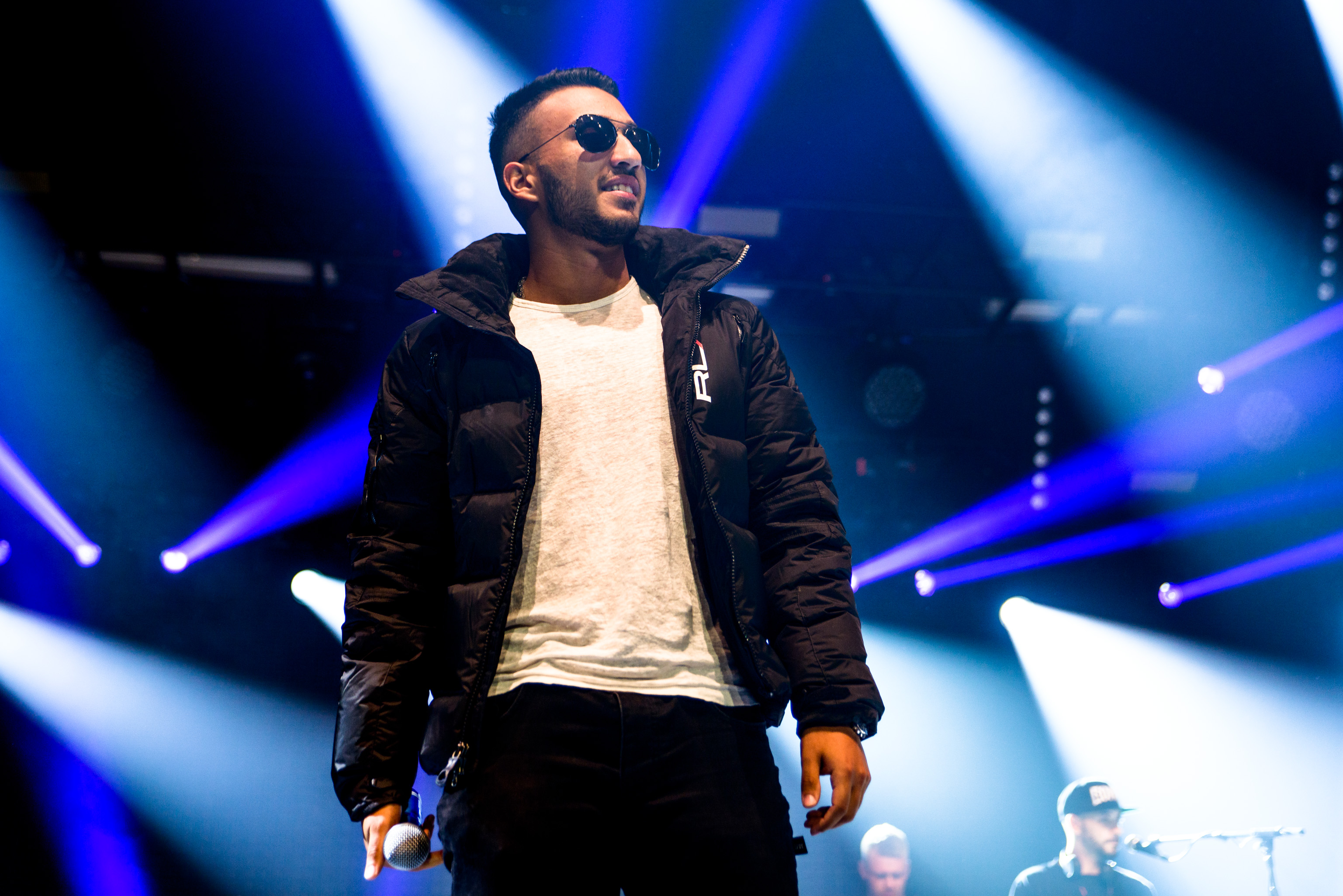
Seyed (2015)

Seyed (vollständiger Name Seyed Mohammad Sascha Edalat-Pur, * 1995 in Bielefeld) ist ein deutscher Rapper aus Wiesbaden.

## Karriere
Bekannt wurde der iranischstämmige Rapper durch den Rapper Kollegah. Ab 2015 waren sie mehrfach in gemeinsamen Internetvideos zu sehen und bei der Redlight Tour von Kollegah im Frühjahr 2016 war Seyed als Support vertreten. Im März 2016 gab Kollegah die Gründung seines eigenen Labels Alpha Music Empire bekannt und nahm als ersten Musiker Seyed unter Vertrag.
Als erste Single veröffentlichte Seyed im März 2016 den Song MP5 wiederum mit Kollegah als Gast. Sie stieg in die deutschen Charts ein und das Video erreichte bei YouTube in einem Monat knapp 4,3 Millionen Aufrufe (nach einem Jahr fast 10,5 Millionen). MP5 war eine Vorabveröffentlichung aus dem im Juni 2016 erschienenen Album Engel mit der AK. Das Album platzierte sich auf Platz 3 der deutschen Albumcharts.
Im August 2017 erschien das zweite Studioalbum Cold Summer. Dieses erreichte Platz 4 der deutschen Albumcharts.
Im September 2018 erschien eine sechs Songs starke EP mit dem Namen D.F.K.A.G.D. von Seyed, die aber nur digital erhältlich war.
Im Januar 2019 gab das Label bekannt, dass der Vertrag von Seyed nicht verlängert wurde.
Im Juli 2019 veröffentlichte Seyed mit Paragraph 84 die erste Single seines dritten Studioalbums Engel mit der AK II, das im Januar 2020 erschienen ist und sich auf Platz 32 der Deutschen Albumcharts platzieren konnte.

## Diskografie

### Alben
- Engel mit der AK (2016)
- Cold Summer (2017)
- Engel mit der AK II (2020)
- Lone Wolf (2022)

### Mixtapes
- Tagteam Tape (2016, mit Kollegah)
- Tagteam Tape 2 (2017, mit Kollegah)
- D.F.K.A.G.D. (2018)

### Singles
- MP5 (featuring Kollegah, 2016)
- Kanaks in den Streets (2016)
- Schlangen (featuring Kollegah und Farid Bang)
- Keine Chance (Exclusive, 2016)
- Snapchat Clips (featuring Kollegah, 2016)
- Rap oder Einzelhaft (2016)
- Meine Feinde feiern mich (featuring Kollegah, 2016)
- Alpha ist Imperium (featuring Kollegah, 2016)
- Tijara im Pyjama (2016)
- Sean Combs (2017)
- Streetsmart (2017)
- 10 von 10 (2017)
- Bubble Butt (2017)
- On Fire (feat. Kollegah, 2017)
- Uno (2018)
- Dämonen (2018)
- Paragraph84 (2019)
- Schwarzmond (2019)
- Bentayga (2019)
- Azrael (2019)
- Für die Fam (2019)
- Faded (2019)
- Time Out (2020)
- MP5 II (2020)
- Thank God (2020)
- Vollmond (feat. Asche & Kollegah, 2021)
- Memento Mori (feat. Kollegah, 2022; #11 der deutschen Single-Trend-Charts am 11. Februar 2022[8])
- Black Maybach (feat. The Game, 2022)
- Saphirglas (feat. Juri, 2022)
- Kriegshammer (feat. Asche & Kollegah, 2022; #13 der deutschen Single-Trend-Charts am 13. Mai 2022[9])